# Debbie Cameron
Debbie Cameron (Miami, 14 september 1958) is een Amerikaans-Bahamaans zangeres, die een carrière had in Denemarken.
Haar carrière startte in 1976, toen ze de prijs "Meest veelbelovende student" op een muziekschool genaamd de Universiteit van Miami won. In 1978 verhuisde ze naar Kopenhagen, waar haar moeder Etta leefde. Ze vertegenwoordigde samen met Tommy Seebach Denemarken op het Eurovisiesongfestival 1981. Ze presenteerden het lied  Krøller eller ej en eindigden elfde met 41 punten.

## Discografie

### LP's
- New York Date
- Be With Me
- Brief Encounter, duet met Richard Boone.
- Debbie Cameron
- Maybe We, met de band Buki Yamaz.

### Singles
- Call Me Tonight
- Game of My Life
- You To Me Are Everything
- Glad That's It's Over
- So-Le-La
- Accepted By Society
- Krøller eller ej, duet met Tommy Seebach
- Jeg en gård mig bygge vil (Ik zou een boerderij willen bouwen)
- I See The Moon
- Stuck On You
- Copenhagen
- Boogie Woogie Rendez-Vous

### Soundtracks
Soundtrack van de film Den eneste ene.

## Filmografie
Ze speelde in de Deense film Hodja fra Pjort (Hodja uit Pjort) uit 1985.